# 西日本社会人リーグ (ラグビー)
西日本社会人リーグ（にしにほんしゃかいじんリーグ）は、かつて存在した日本における社会人ラグビー（15人制、ラグビーユニオン）の地域リーグの1つである。

## 概要
九州ラグビーフットボール協会による主催で1972年度から2002年度まで開催された社会人ラグビーの地域リーグ。当時はまだ全国リーグが存在しておらず、東日本社会人リーグ（1987年度までは関東社会人リーグ）、関西社会人リーグと並び、国内における社会人ラグビーの最上位リーグ（1部リーグ相当）であった。
西日本社会人リーグ創設時のメンバーは、新日鉄八幡、九州電力、西方自衛隊、東洋工業、淀川製鋼呉、山陽国策パルプの6チーム。1984年度（第13回開催）から2部制（Aリーグ／Bリーグ）が採用された。2002年度（第31回開催）のシーズンをもって西日本社会人リーグは終了し、翌年に開幕したトップリーグおよびトップキュウシュウに再編された。
九州電力とマツダは、1972年度のリーグ創設以来、2002年度に終了するまでの間、全31シーズンで1部リーグに在籍した。最多優勝はマツダの8回、通算最多勝利は九州電力の141勝、最長連続優勝は九州電力、サニックスの4連覇。

## 中国地方のチームが参加している経緯
西日本社会人リーグには、中国地方のチームが参加している。中国地方は本来、関西ラグビーフットボール協会の管轄であり、九州ラグビーフットボール協会の管轄ではない。
九州では、1968年から、社会人チーム・大学チーム混合のリーグ戦である九州リーグを開催していた。しかし、九州の社会人チームとしては、より多くの社会人チームとの対戦をすることでレベルアップを図っていきたいという思惑があった。そこで、九州のみならず全国区の強豪であった新日鉄八幡（現・日本製鉄八幡）から、地理的にも九州に近い中国地方の東洋工業（現・スカイアクティブズ広島）、淀川製鋼呉、山陽国策パルプとの対抗戦が提案された。
地域協会を跨いでの変則的なリーグ戦になることについて、当時の九州協会と関西協会の書記長が会談し、1972年度から西日本社会人リーグ（当時は西日本社会人対抗戦）が開催されることとなった。初年度には、東洋工業、淀川製鋼呉、山陽国策パルプの3チームが中国地方から参加した。
なお、2003年に創設された、後継となるトップキュウシュウでも、引き続き中国地方のチームが参加している。

## 参加チーム

### 最終年度（2002年度）参加チーム
太字は初年度（1972年度）参加チーム。
| チーム名                     | 創設年 | 練習グラウンド | 次年度の参加リーグ               | 備考                                                                                         |
| ---------------------------- | ------ | -------------- | -------------------------------- | -------------------------------------------------------------------------------------------- |
| サニックス                   | 1994年 | 福岡県宗像市   | トップリーグ (各地域リーグ1位枠) | 現・宗像サニックスブルース 2022年活動休止                                                    |
| 九州電力                     | 1951年 | 福岡県福岡市   | トップキュウシュウ               | 現・九州電力キューデンヴォルテクス                                                           |
| コカ・コーラウエストジャパン | 1966年 | 福岡県福岡市   | トップキュウシュウ               | 旧・北九州コカ・コーラ 現・コカ・コーラレッドスパークス 2021年活動休止                       |
| マツダ                       | 1961年 | 広島県府中町   | トップキュウシュウ               | 旧・東洋工業 現・スカイアクティブズ広島                                                      |
| 中国電力                     | 1987年 | 広島県広島市   | トップキュウシュウ               | 現・中国電力レッドレグリオンズ                                                               |
| 三菱重工長崎                 | 1927年 | 長崎県長崎市   | トップキュウシュウ               |                                                                                              |
| JR九州                       | 1931年 | 福岡県宗像市   | トップキュウシュウ               | 旧・門司鉄道管理局 1987年からJR九州。同年、部員数減のためリーグ戦を辞退 現・JR九州サンダース |
| 三菱自工水島                 | 1946年 | 岡山県倉敷市   | トップキュウシュウ               | 現・三菱自動車倉敷キングフィッシャーズ 現在はトップウェストに在籍                            |

### 過去の参加チーム
太字は初年度（1972年度）参加チーム。
| チーム名       | 創設年 | 練習グラウンド | 備考 |
| -------------- | ------ | -------------- | --- |
| 新日鉄八幡     | 1927年 | 福岡県北九州市 | 旧・八幡製鉄 現・日本製鉄八幡                                                                                            |
| 淀川製鋼呉     | 不明   | 広島県呉市     | |
| 山陽国策パルプ | 不明   | 不明           | 1993年から日本製紙 |
| 西方自衛隊     | 不明   | 熊本県熊本市   | |
| 東洋曹達       | 不明   | 山口県新南陽市 | |
| 新日鉄大分     | 1973年 | 大分県大分市   | 現・日本製鉄大分 |
| 日新製鋼       | 不明   | 山口県新南陽市 | 1998年脱退 |
| ゆうかり学園   | 1976年 | 福岡県久留米市 | 1993年、部員不足により脱退                                                                                               |
| NTT西日本福岡  | 不明   | 福岡県         | 旧・NTT九州 2001年はリーグ戦を辞退、2002年に2部リーグに復帰 2003年、トップキュウシュウ参加時にNTT-G福岡に改称 2013年廃部 |
| ニコニコドー   | 不明   | 熊本県熊本市   | 1998年脱退 |

## 歴代優勝

### 1部リーグ（Aリーグ）

#### 優勝チーム
- 1972年度 - 西方自衛隊、新日鉄八幡、東洋工業
- 1973年度 - 新日鉄八幡
- 1974年度 - 淀川製鋼呉
- 1975年度 - 新日鉄八幡
- 1976年度 - 三菱重工長崎
- 1977年度 - 新日鉄八幡
- 1978年度 - 新日鉄八幡
- 1979年度 - 三菱重工長崎
- 1980年度 - 新日鉄八幡
- 1981年度 - 九州電力、日新製鋼
- 1982年度 - 九州電力
- 1983年度 - 東洋工業、日新製鋼
- 1984年度 - 九州電力
- 1985年度 - 日新製鋼
- 1986年度 - 日新製鋼
- 1987年度 - 九州電力、マツダ
- 1988年度 - 九州電力
- 1989年度 - 九州電力
- 1990年度 - 九州電力
- 1991年度 - マツダ
- 1992年度 - 日新製鋼
- 1993年度 - マツダ
- 1994年度 - 日新製鋼
- 1995年度 - マツダ
- 1996年度 - マツダ
- 1997年度 - 日新製鋼
- 1998年度 - マツダ
- 1999年度 - サニックス
- 2000年度 - サニックス
- 2001年度 - サニックス
- 2002年度 - サニックス

#### 優勝回数
- マツダ[注 3] - 8回
- 九州電力 - 7回
- 日新製鋼 - 7回
- 新日鉄八幡 - 6回
- サニックス - 4回
- 三菱重工長崎 - 2回
- 西方自衛隊 - 1回
- 淀川製鋼呉 - 1回

### 2部リーグ（Bリーグ）

#### 優勝チーム
- 1984年度 - ゆうかり学園
- 1985年度 - ゆうかり学園
- 1986年度 - どんたくクラブ
- 1987年度 - 三菱自工水島
- 1988年度 - NTT九州
- 1989年度 - ニコニコドー
- 1990年度 - NTT九州
- 1991年度 - NTT九州
- 1992年度 - 北九州コカ・コーラ
- 1993年度 - 中国電力
- 1994年度 - 三菱自工水島
- 1995年度 - NTT九州
- 1996年度 - サニックス
- 1997年度 - 三菱自工水島
- 1998年度 - 北九州コカ・コーラ
- 1999年度 - 新日鉄八幡
- 2000年度 - JR九州
- 2001年度 - 東芝大分
- 2002年度 - NTT-G西日本

#### 優勝回数
- NTT九州 - 5回
- 三菱自工水島 - 3回
- ゆうかり学園 - 2回
- 北九州コカ・コーラ - 2回
- どんたくクラブ - 1回
- ニコニコドー - 1回
- 中国電力 - 1回
- サニックス - 1回
- 新日鉄八幡 - 1回
- JR九州 - 1回
- 東芝大分 - 1回

## 歴代順位

### 1部リーグ（Aリーグ）
太字は、全国社会人ラグビーフットボール大会に出場したチーム。
枠内が■色は降格チーム、枠内が■色は休部・廃部、枠内が■色はトップリーグに参加
| 回 | 年度 | 1位                            | 2位                            | 3位                            | 4位                                    | 5位                                    | 6位                                    | 7位                               | 8位                               | 9位                |
| -- | ---- | ------------------------------ | ------------------------------ | ------------------------------ | -------------------------------------- | -------------------------------------- | -------------------------------------- | --------------------------------- | --------------------------------- | ------------------ |
| 1  | 1972 | 西方自衛隊 新日鉄八幡 東洋工業 | 西方自衛隊 新日鉄八幡 東洋工業 | 西方自衛隊 新日鉄八幡 東洋工業 | 淀川製鋼呉                             | 山陽国策パルプ                         | 九州電力                               |                                   |                                   |                    |
| 2  | 1973 | 新日鉄八幡                     | 東洋工業 九州電力 淀川製鋼呉   | 東洋工業 九州電力 淀川製鋼呉   | 東洋工業 九州電力 淀川製鋼呉           | 西方自衛隊                             | 山陽国策パルプ                         |                                   |                                   |                    |
| 3  | 1974 | 淀川製鋼呉                     | 新日鉄八幡                     | 東洋工業                       | 九州電力                               | 北九州コカ・コーラ                     | 山陽国策パルプ                         |                                   |                                   |                    |
| 4  | 1975 | 新日鉄八幡                     | 北九州コカ・コーラ             | 東洋工業                       | 九州電力                               | 淀川製鋼呉                             | 東洋曹達                               |                                   |                                   |                    |
| 5  | 1976 | 三菱重工長崎                   | 新日鉄八幡                     | 九州電力                       | 北九州コカ・コーラ 淀川製鋼呉 東洋工業 | 北九州コカ・コーラ 淀川製鋼呉 東洋工業 | 北九州コカ・コーラ 淀川製鋼呉 東洋工業 | 新日鉄大分                        | 山陽国策パルプ                    |                    |
| 6  | 1977 | 新日鉄八幡                     | 九州電力                       | 東洋工業 三菱重工長崎          | 東洋工業 三菱重工長崎                  | 北九州コカ・コーラ                     | 新日鉄大分                             | 淀川製鋼呉                        | 東洋曹達                          |                    |
| 7  | 1978 | 新日鉄八幡                     | 三菱重工長崎                   | 北九州コカ・コーラ             | 九州電力                               | 東洋工業                               | 三菱自工水島                           | 新日鉄大分                        | 東洋曹達                          |                    |
| 8  | 1979 | 三菱重工長崎                   | 九州電力                       | 新日鉄八幡                     | 新日鉄大分 東洋工業                    | 新日鉄大分 東洋工業                    | 三菱自工水島                           | 山陽国策パルプ 北九州コカ・コーラ | 山陽国策パルプ 北九州コカ・コーラ |                    |
| 9  | 1980 | 新日鉄八幡                     | 三菱重工長崎                   | 九州電力                       | 三菱自工水島                           | 北九州コカ・コーラ                     | 東洋工業                               | 新日鉄大分                        | 山陽国策パルプ                    |                    |
| 10 | 1981 | 九州電力 日新製鋼              | 九州電力 日新製鋼              | 三菱重工長崎                   | 新日鉄八幡 東洋工業                    | 新日鉄八幡 東洋工業                    | 三菱自工水島                           | ゆうかり学園                      | 北九州コカ・コーラ                | 新日鉄大分         |
| 11 | 1982 | 九州電力                       | 日新製鋼 東洋工業              | 日新製鋼 東洋工業              | 新日鉄八幡 三菱重工長崎                | 新日鉄八幡 三菱重工長崎                | ゆうかり学園 三菱自工水島              | ゆうかり学園 三菱自工水島         | 北九州コカ・コーラ                | 新日鉄大分         |
| 12 | 1983 | 東洋工業 日新製鋼              | 東洋工業 日新製鋼              | 新日鉄八幡 九州電力            | 新日鉄八幡 九州電力                    | 三菱重工長崎                           | ゆうかり学園                           | 三菱自工水島                      | 新日鉄大分                        | 北九州コカ・コーラ |
| 13 | 1984 | 九州電力                       | 日新製鋼                       | 新日鉄八幡 三菱重工長崎 マツダ | 新日鉄八幡 三菱重工長崎 マツダ         | 新日鉄八幡 三菱重工長崎 マツダ         |                                        |                                   |                                   |                    |
| 14 | 1985 | 日新製鋼                       | マツダ                         | 新日鉄八幡                     | 九州電力                               | 三菱重工長崎                           |                                        |                                   |                                   |                    |
| 15 | 1986 | 日新製鋼                       | マツダ                         | 九州電力                       | 新日鉄八幡                             | 三菱重工長崎                           | ゆうかり学園                           |                                   |                                   |                    |
| 16 | 1987 | 九州電力 マツダ                | 九州電力 マツダ                | 日新製鋼                       | ゆうかり学園                           | 新日鉄八幡 三菱重工長崎                | 新日鉄八幡 三菱重工長崎                |                                   |                                   |                    |
| 17 | 1988 | 九州電力                       | 日新製鋼                       | 新日鉄八幡                     | マツダ                                 | 三菱重工長崎                           | ゆうかり学園                           |                                   |                                   |                    |
| 18 | 1989 | 九州電力                       | 三菱重工長崎                   | 日新製鋼                       | 新日鉄八幡                             | マツダ                                 | ゆうかり学園                           | NTT九州                           |                                   |                    |
| 19 | 1990 | 九州電力                       | マツダ                         | 日新製鋼                       | ゆうかり学園                           | 三菱重工長崎                           | 新日鉄八幡                             | ニコニコドー                      |                                   |                    |
| 20 | 1991 | マツダ                         | 九州電力                       | 日新製鋼                       | 新日鉄八幡                             | 三菱重工長崎                           | ニコニコドー                           | ゆうかり学園                      |                                   |                    |
| 21 | 1992 | 日新製鋼                       | 九州電力                       | マツダ                         | ニコニコドー                           | 新日鉄八幡                             | NTT九州                                | 三菱重工長崎                      | ゆうかり学園                      |                    |
| 22 | 1993 | マツダ                         | 日新製鋼                       | 九州電力                       | ニコニコドー                           | 新日鉄八幡                             | NTT九州                                | 三菱重工長崎                      |                                   |                    |
| 23 | 1994 | 日新製鋼                       | マツダ                         | 九州電力                       | 新日鉄八幡                             | 三菱重工長崎                           | ニコニコドー                           | 中国電力                          | NTT九州                           |                    |
| 24 | 1995 | マツダ                         | 日新製鋼                       | 九州電力                       | ニコニコドー                           | 中国電力                               | 三菱重工長崎                           | 新日鉄八幡                        | 三菱自工水島                      |                    |
| 25 | 1996 | マツダ                         | 日新製鋼                       | ニコニコドー                   | 九州電力                               | 中国電力                               | NTT九州                                | 新日鉄八幡                        | 三菱重工長崎                      |                    |
| 26 | 1997 | 日新製鋼                       | マツダ                         | ニコニコドー                   | 九州電力                               | サニックス                             | NTT九州                                | 中国電力                          | 新日鉄八幡                        |                    |
| 27 | 1998 | マツダ                         | ニコニコドー                   | 日新製鋼                       | サニックス                             | 九州電力                               | 中国電力                               | 三菱自工水島                      | NTT九州                           |                    |
| 28 | 1999 | サニックス                     | 九州電力                       | マツダ                         | 中国電力                               | コカ・コーラWJ                         | NTT九州                                | 三菱自工水島                      | 三菱重工長崎                      |                    |
| 29 | 2000 | サニックス                     | 九州電力                       | コカ・コーラWJ                 | マツダ                                 | NTT西日本福岡                          | 中国電力                               | 三菱自工水島                      | 三菱重工長崎                      |                    |
| 30 | 2001 | サニックス                     | 九州電力                       | コカ・コーラWJ                 | マツダ                                 | 中国電力                               | 三菱自工水島                           | 三菱重工長崎                      | JR九州                            |                    |
| 31 | 2002 | サニックス                     | 九州電力                       | コカ・コーラWJ                 | マツダ                                 | 中国電力                               | 三菱重工長崎                           | JR九州                            | 三菱自工水島                      |                    |

### 2部リーグ（Bリーグ）
枠内が■色は降格チーム、枠内が■色は休部・廃部、枠内が■色は1部リーグに昇格
| 回 | 年度 | 1位                | 2位                                            | 3位                                            | 4位                                            | 5位                                | 6位                                | 7位                                | 8位          |
| -- | ---- | ------------------ | ---------------------------------------------- | ---------------------------------------------- | ---------------------------------------------- | ---------------------------------- | ---------------------------------- | ---------------------------------- | ------------ |
| 1  | 1984 | ゆうかり学園       | 北九州コカ・コーラ 門司鉄道管理局 三菱自工水島 | 北九州コカ・コーラ 門司鉄道管理局 三菱自工水島 | 北九州コカ・コーラ 門司鉄道管理局 三菱自工水島 | 新日鉄大分                         |                                    |                                    |              |
| 2  | 1985 | ゆうかり学園       | 三菱自工水島                                   | 北九州コカ・コーラ                             | 門司鉄道管理局                                 | 新日鉄大分                         | 山陽国策パルプ                     |                                    |              |
| 3  | 1986 | どんたくクラブ     | 三菱自工水島                                   | 北九州コカ・コーラ                             | 新日鉄大分                                     | 門司鉄道管理局                     | 山陽国策パルプ                     |                                    |              |
| 4  | 1987 | 三菱自工水島       | NTT九州                                        | どんたくクラブ                                 | 北九州コカ・コーラ                             | 山陽国策パルプ                     | 新日鉄大分                         |                                    |              |
| 5  | 1988 | NTT九州            | ニコニコドー                                   | 三菱自工水島                                   | どんたくクラブ                                 | 北九州コカ・コーラ                 | 山陽国策パルプ                     | 新日鉄大分                         |              |
| 6  | 1989 | ニコニコドー       | 山陽国策パルプ                                 | 三菱自工水島                                   | 北九州コカ・コーラ                             | どんたくクラブ                     | 東芝大分                           | 新日鉄大分                         |              |
| 7  | 1990 | NTT九州            | 三菱自工水島                                   | 北九州コカ・コーラ                             | どんたくクラブ                                 | 東芝大分                           | 山陽国策パルプ                     | JR九州                             |              |
| 8  | 1991 | NTT九州            | 東芝大分                                       | 三菱自工水島                                   | どんたくクラブ                                 | 北九州コカ・コーラ                 | 山陽国策パルプ                     | JR九州                             |              |
| 9  | 1992 | 北九州コカ・コーラ | 中国電力                                       | 三菱自工水島                                   | 東芝大分                                       | どんたくクラブ                     | 山陽国策パルプ                     | JR九州                             | 福岡市消防局 |
| 10 | 1993 | 中国電力           | 東芝大分                                       | どんたくクラブ                                 | 北九州コカ・コーラ                             | 福岡市消防局                       | 三菱自工水島                       | JR九州                             | 日本製紙     |
| 11 | 1994 | 三菱自工水島       | JR九州                                         | 北九州コカ・コーラ                             | 東芝大分                                       | どんたくクラブ                     | 西部ガス                           | 福岡市消防局                       | 日本製紙     |
| 12 | 1995 | NTT九州            | JR九州                                         | 北九州コカ・コーラ                             | サニックス                                     | 東芝大分                           | どんたくクラブ                     | 福岡市消防局                       | 西部ガス     |
| 13 | 1996 | サニックス         | 北九州コカ・コーラ                             | 三菱自工水島                                   | JR九州                                         | 東芝大分                           | 福岡市消防局                       | どんたくクラブ                     | 西部ガス     |
| 14 | 1997 | 三菱自工水島       | 北九州コカ・コーラ                             | 三菱重工長崎                                   | 東芝大分                                       | JR九州                             | どんたくクラブ                     | 福岡市消防局                       | 福岡銀行     |
| 15 | 1998 | 北九州コカ・コーラ | 三菱重工長崎                                   | JR九州                                         | 新日鉄八幡                                     | 東芝大分                           | どんたくクラブ                     | 福岡市消防局                       | 西部ガス     |
| 16 | 1999 | 新日鉄八幡         | JR九州                                         | 東芝大分                                       | 安川電機                                       | 福岡銀行                           | どんたくクラブ                     | 福岡市消防局                       | 西部ガス     |
| 17 | 2000 | JR九州             | 東芝大分                                       | 新日鉄八幡                                     | 安川電機                                       | 福岡銀行                           | どんたくクラブ                     | 鹿児島銀行                         | 福岡市消防局 |
| 18 | 2001 | 東芝大分           | 新日鉄八幡                                     | 西方自衛隊                                     | 安川電機                                       | どんたくクラブ                     | 鹿児島銀行                         | 福岡銀行                           | 福岡市消防局 |
| 19 | 2002 | NTT-G西日本        | 東芝大分                                       | 新日鉄八幡                                     | 福岡銀行                                       | 安川電機 どんたくクラブ 鹿児島銀行 | 安川電機 どんたくクラブ 鹿児島銀行 | 安川電機 どんたくクラブ 鹿児島銀行 | 西方自衛隊   |

## チーム別通算成績

### 1部リーグ（Aリーグ）
西日本社会人リーグの1部（Aリーグ）に参加した全チームの通算成績。
- 「勝ち点」は、勝利=4、引分=2、敗戦=0として算出したもの。
- 下位リーグとの入替戦の成績はカウントしていない。
- 不戦勝／不戦敗は、勝利／敗戦としてカウントしている[2]。

枠内が■色は休部・廃部
| チーム名       | 初出場 | 最終 | 在 | 試  | 勝  | 分 | 敗 | 得   | 失   | 差    | 勝点 | 優勝 | 2位 | 3位 | 最高 | チーム名変遷                      | 後継チーム名                       |
| -------------- | ------ | ---- | -- | --- | --- | -- | -- | ---- | ---- | ----- | ---- | ---- | --- | --- | ---- | --------------------------------- | ---------------------------------- |
| 九州電力       | 1972   | 2002 | 31 | 196 | 141 | 0  | 55 | 6899 | 3435 | 3464  | 564  | 7回  | 9回 | 7回 | 1位  |                                   | 九州電力キューデンヴォルテクス     |
| マツダ         | 1972   | 2002 | 31 | 196 | 130 | 4  | 62 | 6726 | 3780 | 2946  | 528  | 8回  | 7回 | 6回 | 1位  | 東洋工業→マツダ                   | スカイアクティブズ広島             |
| 新日鉄八幡     | 1972   | 1997 | 26 | 161 | 92  | 2  | 67 | 4514 | 3718 | 796   | 372  | 6回  | 2回 | 5回 | 1位  |                                   | 日本製鉄八幡                       |
| 淀川製鋼呉     | 1972   | 1977 | 6  | 34  | 16  | 0  | 18 | 757  | 910  | -153  | 64   | 1回  | 1回 | -   | 1位  |                                   |                                    |
| 山陽国策パルプ | 1972   | 1980 | 6  | 36  | 2   | 0  | 34 | 467  | 1802 | -1335 | 8    | -    | -   | -   | 5位  | 山陽国策パルプ→日本製紙           |                                    |
| 西方自衛隊     | 1972   | 1973 | 2  | 10  | 5   | 0  | 5  | 237  | 280  | -43   | 20   | 1回  | -   | -   | 1位  |                                   |                                    |
| コカ・コーラWJ | 1974   | 2002 | 14 | 97  | 39  | 1  | 57 | 2516 | 2712 | -196  | 158  | -    | 1回 | 4回 | 2位  | 北九州コカ・コーラ→コカ・コーラWJ | コカ・コーラレッドスパークス       |
| 東洋曹達       | 1975   | 1978 | 3  | 19  | 0   | 0  | 19 | 178  | 1011 | -833  | 0    | -    | -   | -   | 6位  |                                   |                                    |
| 三菱重工長崎   | 1976   | 2002 | 25 | 162 | 70  | 2  | 90 | 3372 | 4666 | -1294 | 284  | 2回  | 3回 | 3回 | 1位  |                                   | 三菱重工長崎                       |
| 新日鉄大分     | 1976   | 1983 | 8  | 59  | 9   | 0  | 50 | 654  | 1910 | -1256 | 36   | -    | -   | -   | 4位  |                                   | 日本製鉄大分                       |
| 三菱自工水島   | 1978   | 2002 | 12 | 87  | 20  | 1  | 66 | 1342 | 3764 | -2422 | 82   | -    | -   | -   | 4位  |                                   | 三菱自動車倉敷キングフィッシャーズ |
| 日新製鋼       | 1981   | 1998 | 18 | 113 | 89  | 4  | 20 | 4043 | 1395 | 2648  | 364  | 7回  | 6回 | 5回 | 1位  |                                   |                                    |
| ゆうかり学園   | 1981   | 1992 | 10 | 64  | 13  | 0  | 51 | 762  | 2310 | -1548 | 52   | -    | -   | -   | 4位  |                                   |                                    |
| NTT西日本福岡  | 1989   | 2000 | 9  | 61  | 14  | 0  | 47 | 1185 | 2727 | -1542 | 56   | -    | -   | -   | 5位  | NTT九州→NTT西日本福岡             |                                    |
| ニコニコドー   | 1990   | 1998 | 9  | 60  | 31  | 1  | 28 | 1981 | 1526 | 455   | 126  | -    | 1回 | 2回 | 2位  |                                   |                                    |
| 中国電力       | 1994   | 2002 | 9  | 63  | 22  | 1  | 40 | 1638 | 2550 | -912  | 90   | -    | -   | -   | 4位  |                                   | 中国電力レッドレグリオンズ         |
| サニックス     | 1997   | 2002 | 6  | 42  | 35  | 0  | 7  | 2640 | 685  | 1955  | 140  | 4回  | -   | -   | 1位  |                                   | 宗像サニックスブルース             |
| JR九州         | 2001   | 2002 | 2  | 14  | 1   | 0  | 13 | 172  | 902  | -730  | 4    | -    | -   | -   | 7位  | 門司鉄道管理局→JR九州             | JR九州サンダース                   |